# Liolaemus tacora
Liolaemus tacora — вид ігуаноподібних ящірок родини Liolaemidae. Ендемік Чилі. Описаний у 2016 році.

## Поширення й екологія
Liolaemus tacora відомі з типової місцевості, що лежить у районі Агуас-Кальєнтес, на схилах вулкана Такора в регіоні Аріка-і-Парінакота, на кордоні з Перу. Зустрічаються на висоті від 4390 до 4610 м над рівнем моря.